# Longdrink

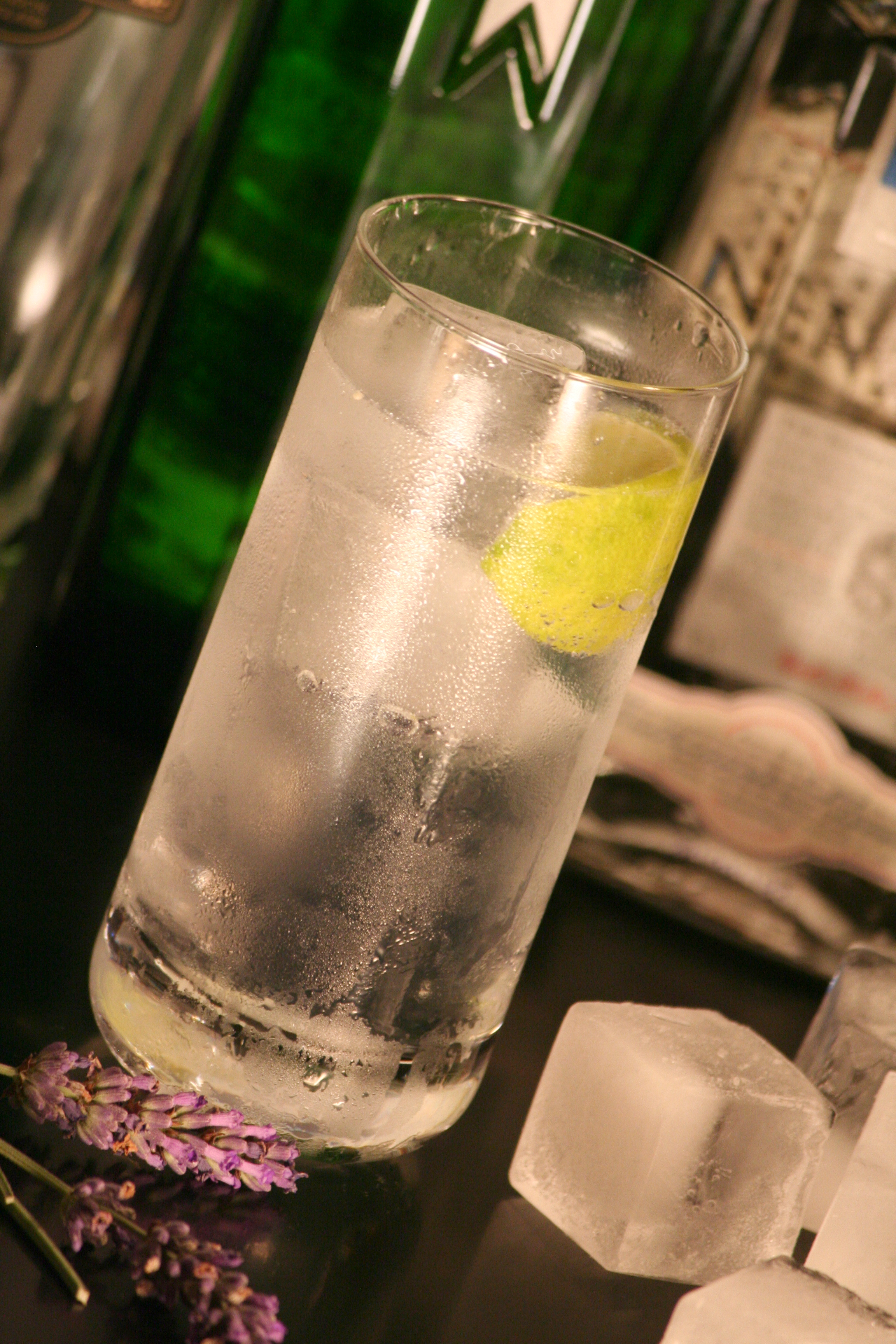
Ein klassischer Longdrink: der Gin Tonic

Ein Longdrink ist eine Variante des Cocktails mit einem relativ großen Volumen (ab 14 cl, meist 20–25 cl, in Ausnahmen bis maximal 30 cl).

## Begriff und Bestandteile
Mit dem Begriff Longdrink ist oftmals aber auch in Ermangelung einer geeigneteren Bezeichnung eine besonders einfache Variante von Cocktails gemeint, bestehend aus einer Spirituose (2 oder 4 cl) und dem Filler (Saft, Soda), mit dem das Highballglas beziehungsweise der Tumbler (üblicherweise 0,2 bis 0,3 Liter Volumen) nach Hineingeben von Eis und Spirituose aufgefüllt wird. Diese einfachen Longdrinks werden meist nach der Kombination der gemischten Getränke benannt, z. B. Wodka-Lemon (Wodka mit Bitter Lemon) oder Whisky Cola (Whiskey mit Cola). In manchen Gegenden nennt man diese Getränke auch „Hut“ oder „Hütchen“.
Klassische Longdrinks sind beispielsweise der Gin Tonic oder der Screwdriver.